# Spata
Spata (gr. Σπάτα) – miejscowość w Grecji, w regionie Attyka, w administracji zdecentralizowanej Attyka, w regionie Attyka, w jednostce regionalnej Attyka Wschodnia. Siedziba gminy Spata-Artemida. W 2011 roku liczyła 9198 mieszkańców. Położona jest kilkanaście kilometrów na południowy wschód od centrum Aten, należy do jego strefy urbanizacyjnej. Znajduje się w niej największy w Grecji Międzynarodowy port lotniczy im. Elefteriosa Wenizelosa, obsługujący pasażerski oraz towarowy ruch lotniczy Aten.